# Francia equinoziale
La Francia Equinoziale (in francese France équinoxiale, in portoghese França Equinocial) fu una colonia fondata dal Regno di Francia nel XVI secolo presso la costa orientale sudamericana, su un territorio vicino all'equatore. Equinoziale significa in latino "dalle notti uguali", cioè sull'equatore, dove la durata del giorno e della notte sono quasi uguali nel corso dell'anno.
L'impero coloniale francese nel Nuovo Mondo includeva anche la Nuova Francia (Nouvelle France) in nordamerica, specialmente in ciò che oggi è la provincia del Québec, in Canada, e per un breve periodo di 12 anni la Francia Antartica (France Antarctique), oggi Rio de Janeiro in Brasile. Tutti questi insediamenti erano in violazione della bolla papale del 1493, che aveva diviso le nuove terre tra Spagna e Portogallo. Questa divisione venne in seguito definita meglio dal trattato di Tordesillas.
France Équinoxiale venne costruita inizialmente nel 1612, quando una spedizione francese partì da Cancale, sotto il comando di Daniel de la Touche, Seigneur de la Ravardière. Portando 500 coloni, giunse presso la costa settentrionale dell'odierno Stato di Maranhão, in Brasile. De la Ravardière aveva scoperto la regione nel 1604 ma la morte del Re lo aveva costretto a rimandare i propri piani.
I coloni fondarono un villaggio, chiamato "Saint Louis", in onore del Re Luigi IX. In seguito il nome venne mantenuto dai portoghesi come "São Luís", diventando l'unica capitale di uno Stato brasiliano ad essere stata fondata dai francesi. L'8 settembre, i frati cappuccini celebrarono la prima messa, e i soldati iniziarono a costruire una fortezza.
La colonia non durò a lungo. Nello Stato di Pernambuco i portoghesi assemblarono un esercito, sotto il comando di Alexandre de Moura e il Portogallo riuscì a sconfiggere e a espellere i coloni francesi nel 1615, solo tre anni dopo il loro arrivo. Qualche anno dopo, nel 1620, i portoghesi e i brasiliani iniziarono ad arrivare in gran numero a São Luís, dove si avviò una economia basata sullo schiavismo e sulla canna da zucchero.
Dei mercanti francesi provarono di nuovo a creare una colonia più a nord, nella regione dell'attuale Guyana francese, nel 1626, 1630 (quando venne fondata una colonia sul fiume Sinnamary) e 1643 (quando venne fondata Caienna). Si provò a fondare la compagnia della Francia Equinoziale per due volte, nel 1643 e 1645, ma entrambi i tentativi fallirono a causa della cattiva gestione e di problemi economici. Solo dopo il 1674, quando la colonia passò sotto il controllo diretto della corona francese, la Francia Equinoziale diventò realtà. A tutt'oggi, la Guyana francese è un dipartimento della Francia.